# Federazione calcistica di Timor Est
La Federazione calcistica est-timorese (in portoghese Federação Futebol Timor-Leste, acronimo FFTL, in inglese East Timor Football Federation) è l'organo che governa il calcio a Timor Est. Pone sotto la propria egida il campionato e la Nazionale est-timorese. Fu fondata nel 2002 ed è affiliata all'AFC e alla FIFA. L'attuale presidente è Francisco Kalbuady Lay.